# Лука-Мелешковская сельская община
Лука-Мелешковская сельская община (укр. Лука-Мелешківська сільська громада) — образованная территориальная община в Винницком районе Винницкой области Украины.
Административный центр — село Лука-Мелешковская.

## Населённые пункты
В состав общины входят 13 сёл (Ивановка, Ланы, Лука-Мелешковская, Майдан-Чапельский, Парпуровцы, Пилява, Прибугское, Сокиринцы, Студеница, Тютьки, Хижинцы, Цвижин, Ярышевка).